# Vinte
O vinte (vinte) é o número natural que segue o dezenove e precede o vinte e um.
O 20 é um número composto, que tem os seguintes factores próprios: 1, 2, 4, 5 e 10.
Como a soma dos seus factores é 22, e 22 > 20, o vinte trata-se de um número abundante.
Pode ser escrito de duas formas distintas como a soma de dois números primos: {\displaystyle 20=3+17=7+13\,}. Veja conjectura de Goldbach.
Na tradição japonesa, a maioria de idade estabelece-se aos 20 anos.